# Stazione di San Vincenzo
A Stazione di San Vincenzo egy vasútállomás Olaszországban, San Vincenzo településen.

## Vasútvonalak
Az állomást az alábbi vasútvonalak érintik:
- Pisa–Róma-vasútvonal

## Kapcsolódó állomások
A vasútállomáshoz az alábbi állomások vannak a legközelebb:
- Stazione di Campiglia Marittima
- Stazione di Castagneto Carducci-Donoratico